# Guatteria verruculosa
Guatteria verruculosa är en kirimojaväxtart som beskrevs av Robert Elias Fries. Guatteria verruculosa ingår i släktet Guatteria och familjen kirimojaväxter. Inga underarter finns listade i Catalogue of Life.